# Joshua Brenet
Joshua Brenet (* 20. März 1994 in Kerkrade, Niederlande) ist ein niederländischer Fußballspieler. Der Abwehrspieler wird vorrangig als rechter Verteidiger eingesetzt.

## Karriere

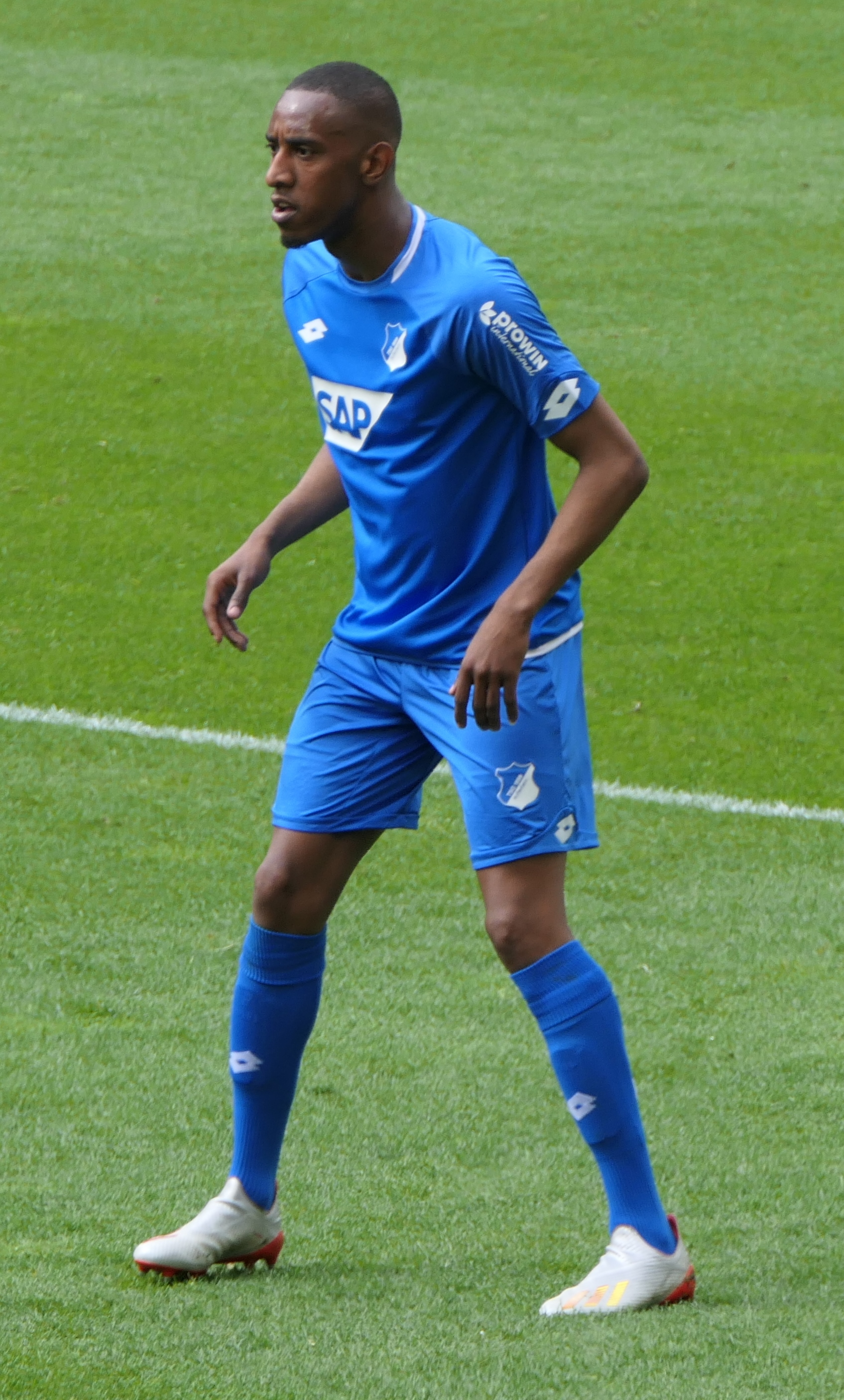
Joshua Brenet bei der TSG Hoffenheim 2019

### Verein
Brenet spielte zunächst beim SV Heerlen und bei Roda Kerkrade, ehe er von 2006 bis 2011 für Vereine in der Provinz Nordholland auflief. Danach schloss sich Brenet der Jugendakademie vom PSV Eindhoven an. Am 6. Dezember 2012 absolvierte er beim 3:1-Sieg in der Gruppenphase der Europa League gegen den SSC Neapel seinen ersten Einsatz im Profifußball. Zuvor und nach diesem Einsatz kam er ausschließlich in der A-Jugend und in der Reservemannschaft zum Einsatz. Am 17. August 2013 spielte Brenet – mittlerweile dem Jugendalter entwachsen – beim 3:0-Sieg am dritten Spieltag der Eredivisie 2013/14 gegen Go Ahead Eagles Deventer erstmals in der höchsten niederländischen Spielklasse. Für die Profimannschaft kam er zu zwölf Einsätzen ohne Torerfolg; der PSV Eindhoven belegte zum Saisonende den vierten Tabellenplatz. In der Folgesaison gelang Brenet beim 3:1-Sieg am 30. Spieltag gegen PEC Zwolle mit dem Tor zur 2:1-Führung sein erstes Tor in der Eredivisie. Zum Ende besagter Saison und auch in den Saisons 2015/16 und 2017/18 gewann Brenet mit dem PSV Eindhoven die niederländische Meisterschaft.
Zur Saison 2018/19 wechselte Brenet in die Bundesliga zur TSG 1899 Hoffenheim. Sein Vertrag läuft bis 2022. Seinen ersten Treffer in der Bundesliga erzielte er am 25. September 2018, dem 5. Spieltag jener Saison beim 3:1-Auswärtssieg gegen Hannover 96.
Nach 20 Einsätzen in eineinhalb Jahren (drei Tore, eine Vorlage) für die TSG wurde der Niederländer Ende Januar 2020 bis Saisonende in die Eredivisie an Vitesse Arnheim verliehen. Er kam in 4 Ligaspielen (3-mal von Beginn) zum Einsatz, ehe die Saison aufgrund der COVID-19-Pandemie abgebrochen wurde.
Zur Saison 2020/21 kehrte Brenet zur TSG 1899 Hoffenheim zurück, kam aber lediglich auf zwei Einsätze in der Bundesliga.
In der Saison 2021/22 wurde Brenet bei Hoffenheim nur noch in der Reserve eingesetzt und kam zu 10 Regionalliga-Einsätzen für die zweite Mannschaft. Ende Januar 2022 wechselte er zum FC Twente Enschede. Hier wurde er schnell zum Stammspieler und erzielte in 13 Spielen zwei Tore.  
Ende März 2024 wurde der Vertrag durch Twente aufgelöst, da Brenet zweifach ohne gültige Fahrerlaubnis im Straßenverkehr aufgefallen war und dafür zu einer einmonatigen Freiheitsstrafe verurteilt wurde.

### Nationalmannschaft
Brenet lief 11-mal für die niederländische U21-Nationalmannschaft auf und debütierte 2016 für die A-Nationalmannschaft.

## Erfolge
- Niederländischer Meister: 2015, 2016,  2018
- Niederländischer Supercup: 2015, 2016